# Val Roseg
Val Roseg je vysokohorské a levostranné údolí údolí Val Bernina ve švýcarském kantonu Graubünden. Leží v horské skupině Bernina na území obce Samedan.

## Poloha
Údolí se táhne severoseverovýchodním směrem, je dlouhé asi 12 kilometrů a protéká jím řeka Ova da Roseg.
Nejvyšší bod dna údolí se nachází u 1,5 km dlouhého jezera Lej da Vadret v nadmořské výšce 2160 m, nejnižší bod je jihovýchodně od železniční stanice Pontresina v nadmořské výšce 1770 m.
V zadní části údolí, na severním svahu skupiny Bernina, leží ledovec Roseg a východně od něj Piz Roseg.

## Alpské zemědělství a cestovní ruch
V údolí se nacházejí dvě salaše - Alp Prüma a Alp Seguonda.
Údolí Val Roseg je z velké části nedotčené, bez aut a slouží pouze k šetrné turistice, pěší turistice, běžeckému lyžování apod. V nadmořské výšce 1999 metrů leží hotel a výletní restaurace "Roseg Gletscher". Vede tudy horská turistická stezka přes Fuorcla Surlej do Engadinu.
Horská chata Coazhütte, která patří Švýcarskému alpskému klubu (SAC), se nachází v údolí v nadmořské výšce 2610 metrů nad jezerem Lej da Vadret. V létě se k chatě dostanete od prostřední stanice lanovky Corvatsch přes Fuorcla Surlej po horské turistické stezce asi za 3 hodiny.
Údolí Val Roseg je obklopeno nejvyššími horami Graubündenu a východního Švýcarska. Nejvyšší jsou Piz Bernina (4 049 m), Piz Scerscen (3 971 m) a Piz Roseg (3 937 m). Jižní horní část údolí je silně zaledněná: na západní straně ledovcem Roseg a na východní straně ledovcem Tschierva. Největším údolím je jezero Lej da Vadret, které vzniklo na dně ledovce Roseg během 20. století.

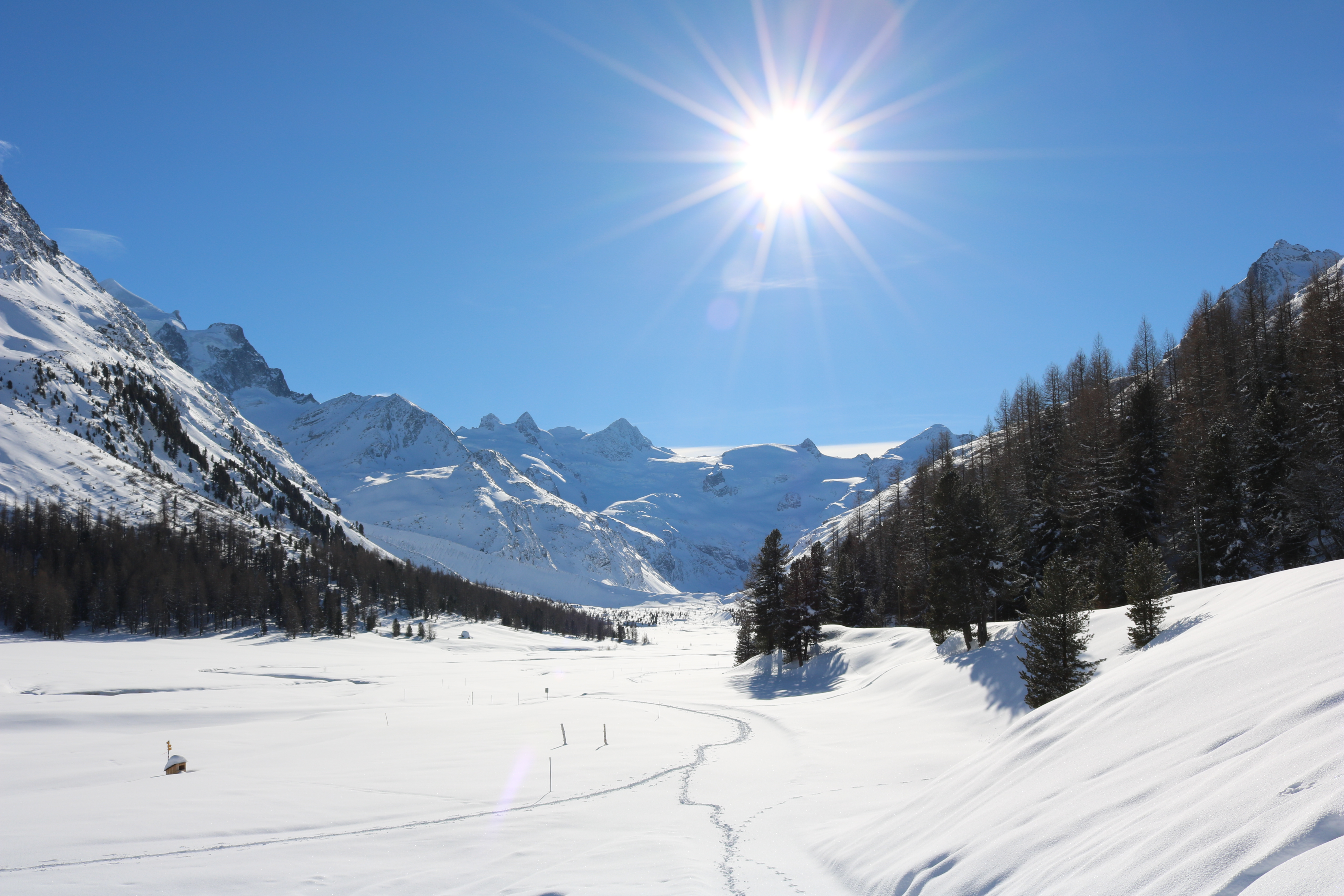
Val Roseg v zimě